# 代姆揚齊 (基輔州)
50°7′0″N 31°24′19″E / 50.11667°N 31.40528°E
代姆揚齊（羅馬化：Demiantsi）是位於烏克蘭北部的村莊，由基辅州鲍里斯皮尔区的佩雷亞斯拉夫市鎮負責管轄。該村始建於1155年，面積6.45平方公里，海拔高度89米，2001年人口1,426，人口密度每平方公里9,360人。